# Largo Corpo di Napoli
Il Largo Corpo di Napoli è una delle tante piazzette di Napoli situate all'interno della vecchia cinta muraria, per la precisione a Spaccanapoli.
Il largo si chiama così dal XV secolo quando fu rinvenuta e collocata al centro del luogo la statua del dio Nilo, all'epoca priva della testa (poi aggiunta nel XVII secolo).

## Descrizione
Il largo si presenta come una piazzetta di piccole dimensioni posta in posizione pressoché centrale rispetto al decumano inferiore su cui essa si trova, a pochissimi metri di distanza da due importanti piazze di Napoli, quali quella di san Domenico Maggiore e piazzetta Nilo. 
Dalla piazzetta comincia anche via Nilo, un cardine in direzione nord che collega il decumano a quello maggiore, divenendo così importante punto di incrocio del centro storico cittadino.
Nel largo si possono ammirare i seguenti edifici:
- Chiesa di Santa Maria Assunta dei Pignatelli;
- Palazzo Carafa di Montorio;
- Palazzo del Panormita.

Nello spiazzale, infine, è affisso alla parete frontale la statua il "santino" di Maradona, nel quale è esposta una foto autografata del calciatore, una sua ciocca di capelli, diversi articoli di giornale del periodo in cui il Napoli calcio vinse lo scudetto ed alcuni rosari.
Al centro del largo domina la statua del dio Nilo, scolpita nel corso del II secolo, quando in luogo si stanziarono, per motivi commerciali, gli alessandrini. Di fatto furono proprio questi che vollero far erigere una scultura che ricordasse loro il paese d'origine. Nacque così la scultura raffigurante il dio Nilo che tutt'oggi insiste al centro del largo.